# Jobyna Ralston
Jobyna Ralston (21 de noviembre de 1899-22 de enero de 1967) fue una actriz de la era del cine mudo. Muchos la consideran una de las más bellas actrices de la época.

## Inicios y carrera
Su verdadero nombre era Jobyna Lancaster Ralston, y nació en South Pittsburg, Tennessee, en 1899. Sus padres le dieron el nombre de una famosa actriz de la época, Jobyna Howland. La madre de Jobyna, fotógrafa, preparó cuidadosamente a su hija para que se dedicara al negocio del entretenimiento. 
A los nueve años actuó por primera vez en un escenario con la obra Cenicienta, durante la inauguración del Wilson Theatre/Opera House en 1909. Hacia 1915, Jobyna acudió a una escuela de interpretación en Nueva York. Posteriormente bailó en coros y cantó en producciones de Broadway, la primera de ellas Two Little Girls In Blue. Esta función supuso su debut en Broadway, a los 21 años. El comediante Max Linder la vio en escena y la persuadió para ir a Hollywood, donde Jobyna actuó en varios de sus filmes. También coprotagonizó la película Humor Risk, el corto, actualmente perdido, que supuso el debut cinematográfico de los Hermanos Marx. Pronto el director Hal Roach la hizo trabajar en sus comedias. Abandonó el teatro por la pantalla en 1922, cuando la salud de su madre empezó a declinar, ya que precisaba más dinero para afrontar las facturas médicas.

### Trabajo junto a Harold Lloyd
En 1923 fue nombrada por la industria cinematográfica como una de las WAMPAS Baby Stars. Este galardón se daba cada año a las estrellas femeninas del momento y a las más prometedoras. Ese mismo año trabajó con el cómico Harold Lloyd en Why Worry?, y en los siguientes cinco años actuó en seis de las películas de Lloyd, interpretando el papel femenino principal. Ralston dio profundidad emocional y talento cómico a esos títulos. Por estas interpretaciones y por su química en pantalla junto a Lloyd es por lo que hoy en día se la recuerda más.

### Cine mudo
Como actriz independiente, Jobyna trabajó con Richard Arlen en la primera película ganadora de un premio Óscar, Alas. En dicha película actuaban Clara Bow, Gary Cooper, y Buddy Rogers. Trabajaría en otras once películas, entre ellas Special Delivery (1927), junto a Eddie Cantor. Su carrera en el cine finalizó tras hacer dos películas sonoras, ya que ceceaba. Su primer título sonoro fue Rough Waters (1930), en el que actuaba con Rin Tin Tin.

## Vida personal
Jobyna estuvo casada dos veces. La primera con John Campbell, pero el matrimonio no duró. En 1927 se casó con el actor Richard Arlen, a quien había conocido en el rodaje de Wings (Alas). Tuvieron un hijo, el actor Richard Arlen Jr. Ralston y Arlen se divorciaron en 1945. Los últimos cinco años de su vida sufrió reumatismo, y tuvo una serie de apoplejías. Falleció en 1967 a causa de una neumonía en el Motion Picture Country Home de Woodland Hills (Los Ángeles), California. Tenía 67 años de edad.

## Filmografía
| - A Sailor-Made Man (Marinero de agua dulce) (1921) (sin créditos) - The Bride-to-Be (1922) - Friday, the Thirteenth (1922) - The Call of Home (1922) - Take Next Car (1922) - The Truth Juggler (1922) - Touch All the Bases (1922) - The Three Must-Get-Theres (1922) - Wet Weather (1922) - The Landlubber (1922) - Soak the Shiek (1922) - Bone Dry (1922) - Face the Camera (1922) - The Uppercut (1922) - Shiver and Shake (1922) - The Golf Bug (1922) - Shine 'em Up (1922) - Washed Ashore (1922) - Harvest Hands (1922) - The Flivver (1922) - Blaze Away (1922) - I'll Take Vanilla (1922) - Fair Week (1922) - The White Blacksmith (1922) - Watch Your Wife (1923) - Mr. Hyppo (1923) - Don't Say Die (1923) - Jailed and Bailed (1923) - A Loose Tightwad (1923) - Tight Shoes (1923) - Do Your Stuff (1923) - Shoot Straight (1923) - For Safe Keeping (1923) | - For Guests Only (1923) - For Art's Sake (1923) - Why Worry? (¡Venga alegría!) (1923) - Winner Take All (1923) - Girl Shy (El tenorio tímido) (1924) - Hot Water (Casado y con suegra) (1924) - Whispering Lions (1925) - The Freshman (El estudiante novato) (1925) - Are Parents Pickles? (1925) - Whistling Lions (1925) - Between Meals (1926) - Humor Risk (1926) - Don't Butt In (1926) - For Heaven's Sake (¡Ay, mi madre!) (1926) - Sweet Daddies (1926) - Gigolo (1926) - The Kid Brother (El hermanito) (1927) - Special Delivery (1927) - Lightning (1927) - Wings (Alas) (1927) - A Racing Romeo (1927) - Pretty Clothes (1927) - Little Mickey Grogan (1927) - The Night Flyer (1928) - The Count of Ten (1928) - Black Butterflies (1928) - The Big Hop (1928) - The Toilers (1928) - The Power of the Press (El poder de una lágrima) (1928) - Some Mother's Boy (1929) - The College Coquette (1929) - Rough Waters (1930) |